# Danilo Restivo
Pour les articles homonymes, voir Restivo.
Danilo Restivo, né le 3 avril 1972 à Erice (Sicile), est un criminel fétichiste italien.

## Biographie
Danilo Restivo est le fils de Maurizio Restivo, directeur de la bibliothèque nationale de Potenza, et de Maria Rosa, enseignante.
À 14 ans, il est emmené au commissariat. Il est accusé d'avoir attaché et torturé deux enfants dans la cour de la bibliothèque. Fétichiste surnommé « le coiffeur », il a l'habitude de monter dans les autobus, et muni d'une paire de ciseaux, coupe des mèches de cheveux des filles qui prennent ces transports en commun. Il tentait également d'arranger des rendez-vous avec des filles en prétendant avoir un cadeau pour elles. Restivo a harcelé celles qui l'ont rejeté avec des appels téléphoniques dans lesquels il diffusait notamment des extraits de la bande originale du film Les Frissons de l'angoisse.

## Meurtre d'Elisa Claps

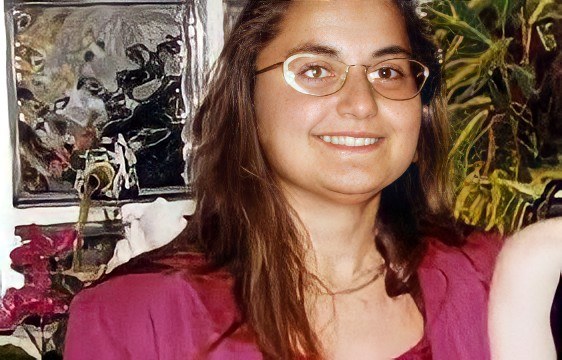
Elisa Claps

Le 12 septembre 1993, Elisa Claps, jeune lycéenne de 16 ans, se rend à la messe de l'église Santissima trinità de Potenza. Après l'office, elle a rendez-vous avec Restivo mais elle est portée disparue depuis. Le 18 mars 2010, le corps en partie momifié de l'adolescente est retrouvé dans le clocher de cette église. Elisa a été tuée de 13 coups de couteau par Danilo Restivo après « une tentative d'approche sexuelle » qui a été refusée par la jeune fille. Restivo lui a également coupé plusieurs mèches de cheveux. Le prêtre Don Domenico « Mimì » Sabìa, mort en 2008, aurait couvert les faits. Danilo Restivo, qui a quitté l'Italie pour l'Angleterre en 2002, ne sera poursuivi pour ce meurtre qu'en 2010.
Le 11 novembre 2011, la cour de Salerne condamne Restivo à 30 ans de prison pour le meurtre d'Elisa Claps, peine confirmée en octobre 2014. Maurizio Restivo fut soupçonné d'avoir protégé son fils,.

## Meurtre d'Heather Barnett
Le 12 novembre 2002, Danilo Restivo tue à coups de marteau une couturière de 48 ans, Heather Barnett, à Bournemouth, en Angleterre, où il s'était installé. Il découpe la poitrine de sa victime et laisse une touffe de cheveux d'une personne non identifiée dans sa main droite et une touffe de cheveux de la victime dans sa main gauche. Restivo sera arrêté le 19 mai 2010 par la police anglaise qui le surveillait depuis plusieurs années car il avait l'habitude d'espionner des femmes dans des endroits isolés.
Reconnu coupable par le tribunal criminel de Winchester, celui qui est surnommé « The Haircut Killer » est condamné à la prison à vie le 30 juin 2011. En novembre 2012, la Cour d'appel réduit sa peine à 40 ans d'emprisonnement.
En 2014, Danilo Restivo était incarcéré dans une prison du Yorkshire.

## Dans la culture
Les romans policiers Prendre Gloria et Prendre Lily sont les deux tomes de la série Prendre Femme de l'écrivaine et enseignante Marie Neuser, écrits en 2015 et 2016, et librement inspirés de ces faits divers.

## Documentaire télévisé
- Danilo Restivo : le coiffeur de Potenza dans Portraits de criminels sur RMC Story et sur RMC Découverte.